# Naves (Nord)
Naves település Franciaországban, Nord megyében. Lakosainak száma 623 fő (2022. január 1.). Naves Iwuy, Thun-Saint-Martin, Cagnoncles, Escaudœuvres és Rieux-en-Cambrésis községekkel határos.

## Népesség
A település népességének változása:
| Lakosok száma | 624  | 632  | 646  | 636  | 633  | 630  | 627  | 626  | 623  |
|               | 2013 | 2015 | 2016 | 2017 | 2018 | 2019 | 2020 | 2021 | 2022 |